# Bartolomeo Gradenigo
Bartolomeo Gradenigo (ur. 1260 zm. 28 grudnia 1342) – doża Wenecji od 1339 do 1342.